# Blaichach
Blaichach is een gemeente in de Duitse deelstaat Beieren, gelegen in het Landkreis Oberallgäu. De plaats telt 5.809 inwoners.
De Martinskirche werd voor het eerste vermeld in 1275.